# Ma Qinghua
Ma Qinghua (chiń. upr. 马青骅; chiń. trad. 馬青驊; pinyin Mǎ Qīnghuá; ur. 25 grudnia 1987 w Szanghaju) – chiński kierowca wyścigowy. Mistrz serii China Touring Car Championship w 2011 roku.

## Kariera

### Formuła 1
5 kwietnia 2012 roku zespół HRT F1 Team poinformował, że Ma Qinghua dołączył do ich programu rozwoju dla młodych kierowców.
12 lipca 2012 wziął udział w testach dla młodych kierowców na Silverstone, w których wystartowały trzy zespoły. Pierwszego dnia osiągnął bolidem HRT F112 ostatni, czwarty czas. Przejechał ponad 483 km, dystans kwalifikujący go do warunkowego otrzymania superlicencji.
7 września 2012 roku wraz z HRT wziął udział w pierwszym treningu Grand Prix Włoch 2012, osiągnął ostatni 24 czas, o 1,908 wolniejszy od etatowego kierowcy HRT Pedro de la Rosy.

### WTCC
W sezonie 2014 Mistrzostw Świata Samochodów Sportowych WTCC Chińczyk wystartował w dziesięciu wyścigach w czwartym samochodzie fabrycznego zespołu Citroëna. Nieoczekiwanie wygrał drugi wyścig w Rosji, a w pierwszym wyścigu w Szanghaju był drugi. Z dorobkiem 69 punktów został sklasyfikowany na trzynastej pozycji w końcowej klasyfikacji kierowców.

## Podsumowanie startów
| Sezon   | Seria                                 | Zespół             | Wyścigi          | PP               | Wygrane          | Punkty           | Pozycja          |
| ------- | ------------------------------------- | ------------------ | ---------------- | ---------------- | ---------------- | ---------------- | ---------------- |
| 2005    | Azjatycka Formuła Renault Challenge   | Shangsai FRD       | 5                | 0                | 0                | 0                | NS               |
| 2005    | Włoska Formuła 3000                   | Astromega          | 1                | 0                | 0                | 0                | NS               |
| 2005-06 | A1 Grand Prix                         | A1 Team China      | 2                | 0                | 0                | 6                | 22               |
| 2007    | Formula Renault 2.0 NEC               | Team Astromega     | 6                | 0                | 0                | 33               | 25               |
| 2008    | Hiszpańska Formuła 3                  | Team West-Tec      | 11               | 0                | 0                | 7                | 18               |
| 2008    | Hiszpańska Formuła 3 Puchar Hiszpanii | Team West-Tec      | 11               | 0                | 0                | 24               | 7                |
| 2009    | Brytyjska Formuła 3 – Klasa narodowa  | Team West-Tec      | 2                | 0                | 0                | 10               | 10               |
| 2010    | Superleague Formula                   | Team China         | 2                | 0                | 0                | 0                | NS               |
| 2011    | China Touring Car Championship        | Beijing Hyundai    | 8                | 3                | 4                | 116              | 1                |
| 2012    | Formuła 1                             | HRT F1 Team        | Kierowca testowy | Kierowca testowy | Kierowca testowy | Kierowca testowy | Kierowca testowy |
| 2013    | Seria GP2                             | Caterham Racing    | 1                | 0                | 0                | 0                | 35               |
| 2013    | Formuła 1                             | Caterham F1 Team   | Kierowca testowy | Kierowca testowy | Kierowca testowy | Kierowca testowy | Kierowca testowy |
| 2014    | World Touring Car Championship        | Citroën Total WTCC | 10               | 0                | 1                | 69               | 13               |

## Wyniki w GP2
| Legenda oznaczeń w tabelach wyników Wyświetl szablon na nowej stronie | Legenda oznaczeń w tabelach wyników Wyświetl szablon na nowej stronie                                                                     |
| Oznaczenie                                                            | Wyjaśnienie |
| --------------------------------------------------------------------- | --- |
| Złoty                                                                 | Zwycięzca lub mistrzostwo |
| Srebrny                                                               | 2. miejsce lub wicemistrzostwo |
| Brązowy                                                               | 3. miejsce lub II wicemistrzostwo |
| Zielony                                                               | Ukończył, punktował (w klasyfikacji generalnej, gdy zdobył co najmniej jeden punkt na przestrzeni sezonu, poza trzema powyższymi opcjami) |
| Niebieski                                                             | Ukończył, nie punktował (w klasyfikacji generalnej, gdy nie zdobył co najmniej jednego punktu na przestrzeni sezonu)                      |
| Czerwony                                                              | Nie zakwalifikował się (NZ) |
| Czerwony                                                              | Nie prekwalifikował się (NPK) |
| Różowy                                                                | Nie ukończył (NU) |
| Różowy                                                                | Niesklasyfikowany (NS) (w klasyfikacji generalnej, gdy nie został sklasyfikowany w żadnym wyścigu sezonu)                                 |
| Czarny                                                                | Zdyskwalifikowany (DK) |
| Czarny                                                                | Wykluczony (WYK/EX) |
| Biały                                                                 | Nie wystartował (NW) |
| Biały                                                                 | Kontuzjowany (K/INJ) |
| Biały                                                                 | Wyścig odwołany (OD/C) |
| Bez koloru                                                            | Został wycofany (WYC/WD) |
| Bez koloru                                                            | Nie przybył (NP/DNA) |
| Bez koloru                                                            | Nie brał udziału w treningach (NT/DNP) |
| Bez koloru                                                            | Nie został zgłoszony (–) |
| Pogrubienie                                                           | Start z pole position |
| Kursywa                                                               | Najszybsze okrążenie wyścigu |
| †                                                                     | Nie ukończył, ale jego rezultat został zaliczony ze względu na przejechanie więcej niż 90% dystansu wyścigu.                              |
| *                                                                     | Sezon w trakcie |
| 1/2/3                                                                 | Punktowana pozycja w sprincie kwalifikacyjnym                                                                                             |
| Lista systemów punktacji Formuły 1                                    | |

| Rok  | Zespół          | Wyniki w poszczególnych eliminacjach | Wyniki w poszczególnych eliminacjach | Wyniki w poszczególnych eliminacjach | Wyniki w poszczególnych eliminacjach | Wyniki w poszczególnych eliminacjach | Wyniki w poszczególnych eliminacjach | Wyniki w poszczególnych eliminacjach | Wyniki w poszczególnych eliminacjach | Wyniki w poszczególnych eliminacjach | Wyniki w poszczególnych eliminacjach | Wyniki w poszczególnych eliminacjach | Wyniki w poszczególnych eliminacjach | Wyniki w poszczególnych eliminacjach | Wyniki w poszczególnych eliminacjach | Wyniki w poszczególnych eliminacjach | Wyniki w poszczególnych eliminacjach | Wyniki w poszczególnych eliminacjach | Wyniki w poszczególnych eliminacjach | Wyniki w poszczególnych eliminacjach | Wyniki w poszczególnych eliminacjach | Wyniki w poszczególnych eliminacjach | Wyniki w poszczególnych eliminacjach | Punkty | Pozycja |
| ---- | --------------- | ------------------------------------ | ------------------------------------ | ------------------------------------ | ------------------------------------ | ------------------------------------ | ------------------------------------ | ------------------------------------ | ------------------------------------ | ------------------------------------ | ------------------------------------ | ------------------------------------ | ------------------------------------ | ------------------------------------ | ------------------------------------ | ------------------------------------ | ------------------------------------ | ------------------------------------ | ------------------------------------ | ------------------------------------ | ------------------------------------ | ------------------------------------ | ------------------------------------ | ------ | ------- |
| 2013 | Caterham Racing | MAL                                  | MAL                                  | BHR                                  | BHR                                  | ESP                                  | ESP                                  | MON                                  | MON                                  | GBR                                  | GBR                                  | DEU                                  | DEU                                  | HUN                                  | HUN                                  | BEL                                  | BEL                                  | ITA                                  | ITA                                  | SIN                                  | SIN                                  | ARE                                  | ARE                                  | 0      | 35      |
| 2013 | Caterham Racing | 21                                   | NW                                   | -                                    | -                                    | -                                    | -                                    | -                                    | -                                    | -                                    | -                                    | -                                    | -                                    | -                                    | -                                    | -                                    | -                                    | -                                    | -                                    | -                                    | -                                    | -                                    | -                                    | 0      | 35      |